# Kappendrup
Kappendrup är en tätort i Nordfyns kommun i Region Syddanmark i Danmark. Tätorten har 267 invånare (2024). Den ligger på Fyn, cirka 16,5 kilometer öster om Bogense.